# Kardynały
Kardynały (Cardinalidae) – rodzina ptaków z rzędu wróblowych (Passeriformes).

## Występowanie
Do kardynałów zaliczanych jest ponad 50 gatunków występujących w Ameryce Północnej i Południowej.

## Charakterystyka
Są to małe, przysadziste ptaki odżywiające się nasionami. Występują w lasach. Charakteryzują się wyraźnym dymorfizmem płciowym. Nazwa rodziny wywodzi się od ubarwienia samca kardynała szkarłatnego, którego czerwone pióra przypominają kolorystycznie szaty noszone przez hierarchów kościelnych.

## Systematyka
Do rodziny zaliczane są następujące rodzaje:
- Pheucticus Reichenbach, 1850
- Granatellus Bonaparte, 1850
- Spiza Bonaparte, 1824 – jedynym przedstawicielem jest Spiza americana (J.F. Gmelin, 1789) – łuszczyk czarnogardły
- Passerina Vieillot, 1816
- Cyanocompsa Cabanis, 1861 – jedynym przedstawicielem jest Cyanocompsa parellina (Bonaparte, 1850) – indygówka szafirowa
- Amaurospiza Cabanis, 1861
- Cyanoloxia Bonaparte, 1850
- Habia Blyth, 1840 – jedynym przedstawicielem jest Habia rubica (Vieillot, 1817) – habia mrówcza
- Chlorothraupis Salvin & Godman, 1883
- Driophlox Scott, Chesser, Unitt & Burns, 2024
- Piranga Vieillot, 1807
- Cardinalis Bonaparte, 1838
- Caryothraustes Reichenbach, 1850
- Periporphyrus Reichenbach, 1850